# El Apóstol
Cet article possède un paronyme, voir Apostol.
Pour plus de détails, voir Fiche technique et Distribution.
El Apóstol (littéralement « l'apôtre ») est un long-métrage d'animation argentin de Quirino Cristiani — également scénariste et animateur — réalisé en 1917. C'est le premier long-métrage d'animation de l'histoire du cinéma.

## Synopsis
Dans cette satire politique, le président argentin Yrigoyen cherche à débarrasser Buenos Aires de l'immoralité et de la corruption à l'aide des foudres de Jupiter. La ville est bientôt en flammes.

## Commentaire
Le film remporta un certain succès, mais il n'en subsiste aucune copie : toutes ont été détruites en 1926, lors d'un incendie dans les coffres du producteur Federico Valle.

## Fiche technique
- Titre : El Apóstol
- Réalisation : Quirino Cristiani
- Scénario : Quirino Cristiani, Alfonso de Laferrére
- Production : Federico Valle
- Animation : Quirino Cristiani (dessins), Andrés Ducaud (maquettes), Diógenes Taborda (croquis)
- Pays d’origine :  Argentine
- Format : Noir et blanc ; muet
- Durée : 70 minutes (14 images par seconde)
- Date de sortie : 
  -  Argentine : 9 novembre 1917